# Воспоминания (Легенда о Корре)
«Воспоминания» (англ. Remembrances) — восьмой эпизод четвёртого сезона американского мультсериала «Легенда о Корре».

## Сюжет
Мако тренирует царевича, а затем Ву узнаёт, что первый встречался с Коррой. Мако поподробнее рассказывает об этом. Он вспоминает, как познакомился с Аватаром, когда участвовал в играх по спортивной магии с Болином. У него стали появляться к ней чувства, но затем он встретил Асами и завёл роман с ней. Однако однажды он поцеловался с Коррой, когда объяснялся с ней. Затем, когда её похитил Амон, Мако понял, как сильно она дорога ему. Он расстался с Асами, а когда всё кончилось, начал встречаться с Коррой. Тем не менее, они часто ссорились и в итоге тоже разошлись. Он воссоединился с Асами, но когда Корра ненадолго лишилась памяти, то опять был с ней. После победы над Уналаком и Ваату, Мако окончательно расстался с Коррой. Затем парень помогал ей одолеть Красный лотос, и они остались друзьями.
Вечером Асами приносит Корре чай, и они тоже вспоминают о прошлом. Корра переживает, что не нужна миру, ибо не может привнести равновесие. Она вспоминает, как испугалась способности Амона лишать магии и как сама пострадала от этого. Асами напоминает ей, что Корра разоблачила его как мага перед последователями, и движение Уравнителей ослабло. Корра переживает, вспоминая своего дядю Уналака, ставшего Тёмным Аватаром, который погубил Рааву и лишил девушку связи с прошлыми воплощениями. Асами подбадривает подругу, ведь она стала голубым великаном и одолела зло. Затем Корра вспоминает Захира, который чуть не убил её, а также покончил с Царицей Земли, посеяв хаос в стране, приведший Кувиру к власти. К их разговору подключается Тензин и хвалит Аватара за то, насколько она изменилась с их первой встречи. Наставник также благодарит её за помощь в возрождении народа воздуха, и девушка отбрасывает переживания.
Ночью Болин и Варик плывут с беглецами на лодке и общаются. Варик придумывает сказку, несмотря на то, что Болину не нравится его враньё. Он причудливо рассказывает, как познакомился с парнем, а затем надумывает, что Уналак, Амон, Ваату и Захир объединились. Варик повествует об отношениях Болина-Нактака с девушками: Эской, а затем Опал. К концу истории он придумывает, что последняя возлюбленная прощает Болина за все глупости и, целуя, наделяет его магией воздуха летать. Затем Варик рассказывает, как Болин-Нактак одолевает Захира и Уналака с Ваату, и завершает историю. Болин бесится, что это чушь, подмечая, что не понятно, чем закончилась история Амона. Однако возмущается только он, поскольку остальным собеседникам понравился такой рассказ для сюжета фильма.

## Отзывы

Динамика оценок IGN к эпизодам 4 сезона мультсериала

Макс Николсон из IGN поставил серии оценку 7 из 10 и отметил, что «благодаря юмористическим комментариям Ву и Варика, некоторые моменты этого эпизода были действительно забавными». Оливер Сава из The A.V. Club дал серии оценку «C» и написал: «Влияние „Театра на Угольном острове“ — вот что в конечном итоге искупает этот эпизод в сегменте Варика, который проходит быстро и свободно по отношению к прошлому, поскольку не должен быть точным пересказом». Майкл Маммано из Den of Geek вручил «Воспоминаниям» 1,5 звёзд из 5 и посчитал, что это был «посредственный эпизод».
Нерисса Рупнарин из Comic Book Resources написала, что «этот эпизод казался утомительным и тусклым, особенно по сравнению с „Театром на Угольном острове“ из „Легенды об Аанге“». Дэвид Гриффин из Screen Rant похвалил серию лишь за рассказ Варика, отметив, что «телефонный разговор Захира, Уналака, Ваату и Амона завершился одной из самых забавных сцен за последнее время». Коллега Гриффина, Каролина Фокс, подчеркнула, что эпизод «имеет самый низкий рейтинг среди всех серий „Аватара: Легенды о Корре“ на IMDb».
Главный редактор The Filtered Lens, Мэтт Доэрти, поставил эпизоду оценку «C» и подметил, что «на последнем этапе сценаристы наконец-то получили возможность проявить немного творчества». Мэтт Пэтчес из ScreenCrush посчитал, что «сегмент с участием Болина и Варика, безусловно, самый интересный».